# ジョン・ハンフリー
ジョン・"ヘリコプター"・ハンフリー（John "Helicopter" Humphrey、1980年9月8日 - ）は、アメリカ合衆国のバスケットボール選手。ノースカロライナ州出身。身長188cm、体重95kg。ニックネームである「ヘリコプター」のようにアリウープや、豪快なダンクシュートを得意にする。

## 経歴
ノースカロライナ州で生まれた彼はマイケル・ジョーダンが大学1年次のNCAAトーナメント決勝のジョージタウン大学戦で決勝のジャンプシュートを決めて優勝したことを聞いて育った。
ミドルテネシー州立大学在学中の2003年、NCAAのスラムダンクコンテストで優勝した。
2003年はジョー・ブライアントヘッドコーチの下でABAのラスベガス・ラトレルズでプレーした。
2004年11月には、「AND1 ミックス・テープ・ツアー」でAND1のプレイヤーとして来日。同年は、ジョー・ブライアントとともにABAのボストン・フレンジーでプレーし、チームトップとなる試合平均30.1得点、さらにABA史上2番目となる65得点ゲームを記録。
2005年、ブライアントがヘッドコーチに就任した日本プロバスケットボールリーグ（bjリーグ）の東京アパッチに移籍。1試合平均23.2点を稼ぎリーグ最多得点のタイトルを獲得し、プレイオフ進出に貢献した。
2006-07シーズンより設けられたサークルKサンクス 週間MVP・月間MVPの第1号となった。このシーズンも得点リーグ1位となったが、チームはリーグ最下位に沈んだ。
2007-08シーズンはチームのbjリーグ準優勝に貢献。2008-09シーズンは12月に2度目の月間MVPを受賞。2シーズン連続でのbjリーグ準優勝に貢献した。その後、同シーズン限りでチームとの契約を打ち切られたジョー・ブライアントヘッドコーチと共に退団し、ABAに戻った。
2011-12シーズンは埼玉ブロンコスと契約。2011年12月10日の信州ブレイブウォリアーズ戦では52得点（bjリーグ歴代2位）を記録して107-91での勝利に貢献。その内、フリースローは100パーセントの成功確率で24本を成功し、1試合試投数24本と成功本数24本のbjリーグ新記録を達成。2012年1月15日にさいたまスーパーアリーナで開催されたbjリーグオールスターゲームにブースター投票による選出で出場し、ダンクコンテストでは予選・決勝共に満点をマークして優勝、試合ではイーストチーム最多得点をマークしてMIP賞を受賞。
2012-13シーズンは、序盤にヘルニアで戦線を離脱していたが、復帰後は元のエースの座に収まり、1試合平均27.2得点で6シーズンぶりに得点王を獲得した。2013-14シーズンも23.9得点で2シーズン連続の得点王と、2.1本で初のスティールのタイトルを獲得した。シーズン終了後、埼玉は契約を更新せず、退団した。
2014-15シーズンはイラクのAl Niftと契約したが、ポイントガードの役割を期待していたチームの思惑に合わなかったため、退団した。
2015年1月、ジョー・ブライアントヘッドコーチが率いるライジング福岡に加入。

## 記録
| シーズン         | チーム | GP | GS | MPG  | FG%  | 3P%  | FT%  | RPG | APG | SPG | BPG | TO  | PPG  |
| ---------------- | ------ | -- | -- | ---- | ---- | ---- | ---- | --- | --- | --- | --- | --- | ---- |
| bjリーグ 2005-06 | 東京   | 38 | 38 | 32.9 | .466 | .314 | .740 | 6.0 | 2.4 | 2.0 | 0.8 | 2.4 | 23.2 |
| bjリーグ 2006-07 | 東京   | 33 | 33 | 35.5 | .428 | .288 | .802 | 6.7 | 1.8 | 1.9 | 1.2 | 1.9 | 25.9 |
| bjリーグ 2007-08 | 東京   | 44 | 43 | 31.7 | .473 | .332 | .787 | 4.5 | 3.0 | 1.8 | 0.7 | 1.7 | 19.9 |
| bjリーグ 2008-09 | 東京   | 47 | 38 | 31.0 | .454 | .315 | .758 | 5.3 | 2.9 | 1.9 | 0.6 | 1.7 | 19.6 |
| bjリーグ 2011-12 | 埼玉   | 50 | 35 | 27.6 | .462 | .333 | .759 | 5.2 | 1.8 | 2.0 | 0.9 | 2.0 | 18.4 |
| bjリーグ 2012-13 | 埼玉   | 35 | 35 | 37.7 | .404 | .311 | .855 | 7.9 | 4.2 | 2.2 | 0.5 | 2.4 | 27.2 |
| bjリーグ 2013-14 | 埼玉   | 42 |    | 33.2 | .390 | .299 | .798 | 5.6 | 1.9 | 2.1 | 0.5 | 2.3 | 23.9 |
| bjリーグ 2014-15 | 福岡   | 22 |    | 26.2 | .379 | .225 | .835 | 4.3 | 2.1 | 1.6 | 0.6 | 2.1 | 14.9 |

- bjリーグ
  - 得点1位（2005-06、2006-07、2012-13、2013-14）
  - スティール1位（2013-14）2位（2005-06、2012-13）3位（2006-07）
  - オールスターゲーム出場3度（2006-07、2011-12、2013-14）
    - MIP（2011-12）ダンクコンテスト優勝（2011-12）

  - 月間MVP（2006年12月、2008年11月）
  - 週間MVP（2006年12月2-3日、2008年11月1-3日、2011年12月10-11日、2013年4月6-7日）
  - bjリーグ 1試合最多フリースロー成功: 24本：2011年12月10日 対信州ブレイブウォリアーズ戦
  - bjリーグ 1試合最多フリースロー試投: 24本：同上
  - 埼玉ブロンコス 1試合最多得点: 52得点：同上